# Lesno Brdo (gmina Vrhnika)
Lesno Brdo – wieś w Słowenii, w gminie Vrhnika. W 2018 roku liczyła 357 mieszkańców.